# Лебедев, Алексей Петрович
Алексе́й Петро́вич Ле́бедев (2 (14) марта 1845 — 14 (27) июля 1908) — русский историк церкви, византинист, заслуженный профессор Московского университета, почётный член Московской духовной академии.

## Биография
Алексей Лебедев родился 2 (14) марта 1845 года в селе Очаково Рузского уезда Московской губернии. Отец, Пётр Мефодиевич Лебедев, за пьянство был лишён священнического сана и низведён в мещане; работал сельским учителем; был убит в драке. Мать, Александра Прокопьевна, определила сына в Перервинское духовное училище, где он учился плохо и не раз был под угрозой исключения. Затем он учился в Московской духовной семинарии, которую окончил в 1866 году и поступил в Московскую духовную академию, где был учеником профессора философии В. Д. Кудрявцева-Платонова. Под его руководством написал и защитил в 1870 году выпускное сочинение на философско-богословскую тему «Превосходство откровенного учения о творении мира пред всеми другими объяснениями его происхождения».
По собственному рассказу Лебедева, после окончания курса руководством академии ему было предложено на выбор занять одну из пяти кафедр в alma mater, а также кафедру метафизики в Киевской духовной академии. Свой выбор и дальнейшую свою научную судьбу Лебедев связал с кафедрой церковной истории, на которой прослужил более 25 лет. После утверждения в степени магистра уже с января 1871 года он стал исправлять должность доцента по классу общей истории церкви; в конце 1874 годы был избран, а в феврале 1875 года утверждён в звании экстраординарного профессора, победив в конкурсе такого претендента как В. О. Ключевский, выдвинутого ректором академии А. В. Горским.
Уже первая работа молодого историка, вышедшая в 1873 году, посвящённая критическому анализу нескольких русских церковно-исторических сочинений вызвала резкую критику, а появившаяся в 1879 году докторская диссертация «Вселенские соборы IV и V веков. Обзор их догматической деятельности в связи с направлениями Александрийской и Антиохийской школ» вызвала неоднозначную оценку в печати и богословском обществе. Вскоре после выхода в свет диссертации, но ещё до её защиты появился первый критический отзыв (что, по мнению Лебедева, было невозможно без содействия секретаря цензурного комитета П. И. Горского, ускоренно согласовавшего издание критического отзыва), в котором автор обвинялся в неуважении к свидетельству Св. Афанасия, в приверженности протестантским воззрениям и превратном изображении святых отцов 1-го Вселенского собора. В вышедшей в 1900 году статье Горского «Голос старого профессора по делу профессора А. П. Лебедева с покойным профессором о. протоиереем А. М. Иванцовым-Платоновым» утверждалось, что критический отзыв также собирался написать и И. С. Аксаков в газете «День», однако Горский его отговорил; и А. М. Иванцов-Платонов, которого тот же Горский уговорил напечатать свою критику только после защиты диссертации. В обширном отзыве Иванцова, вышедшем в 1881 году отдельной книгой «Религиозные движения на Востоке в IV и V вв. Критико-исторические замечания» утверждалось: 

будто автор представляет ариан партией прогрессивной, умной, одаренной необыкновенными талантами; что будто, по суждению автора, ариане были истинными двигателями богословской науки и что они во всех пунктах догматического развития шли впереди православных; что будто, по мнению автора, Кирилл Иерусалимский был несомненный арианин; что будто автор восхвалял Евтихия как человека, обладавшего твердым и ясным умом; что, по представлению автора, Диоскор был истинно православным мужем; что будто в книге автора можно находить легкомысленное отношение к Григорию Богослову; что будто церковное учение, по мысли автора, есть результат соединения „Православия с ересью“; что будто вообще труд автора близко стоит к взглядам рационалиста Баура
Полемика между профессорами продолжалась много лет и отношения между ними так и не наладились, продолжившись в других произведениях Лебедева. Диссертация также вызывала отклик заграницей, отзыв на неё написал А. фон Гарнак. В конечном счёте за Лебедевым закрепилась репутация либерала и приверженца «тюбингенской школы».
Защита диссертации состоялась 24 апреля 1879 года в присутствии епископа Можайского Алексия; в сентябре Лебедев был избран, а в ноябре 1879 года утверждён ординарным профессором Московской духовной академии по кафедре общей церковной истории. В августе 1885 года он был назначен на должность ординарного профессора церковной истории в Казанский университет, что означало ссылку в провинцию, но благодаря заступничеству ему удалось остаться в Москве. Спустя 10 лет, в сентябре 1895 года было отмечено 25-летие его службы в академии. За это период он подготовил 7 докторов богословия, церковной истории и канонического права и 13 магистров. В январе 1896 года по прошению был уволен из академии, которая, отдавая дань его трудолюбию и таланту, в 1899 году избрала Лебедева своим почётным членом.
С 1 сентября 1895 года он занял кафедру церковной истории Московского университета. В следующем году, 14 мая, он был произведён в чин действительного статского советника; в 1898 году был удостоен звания заслуженного профессора университета.
Хотя А. П. Лебедев «политикой интересовался, но не занимался», его научные интересы, включавшие также судьбу Греческой церкви после падения Константинополя, вызывали в отношении историка нападки со стороны консервативно настроенной части духовенства. В одном из отзывов Лебедев по своему дурному влиянию на студентов сравнивался с В. С. Соловьёвым и С. Н. Трубецким. В конце жизни Лебедев, ознакомившись с перепиской митрополита Филарета (Дроздова), написал ряд статей, в которых он попытался развеять сложившееся устойчивое мнение о митрополите как о душителе свободной мысли в российском богословии. Лебедев не принимал обвинений в антиправославии и пропагандировании протестантской идеологии. Он настаивал, что церковный источник должен стоять выше любой конфессиональности и рассматривать все христианские церкви и все христианские общины как единую семью, как единый народ Божий.
Напряжённо работая до последних дней жизни по 14—15 часов в сутки, Лебедев в последние годы почти ослеп.
Скончался неожиданно, 14 (27) июля 1908 года, «проболев всего 10 дней ползучей рожей, которой заразился в бане»; исход болезни решила неудачная операция трахеотомии, во время которой он умер от удушья. Был похоронен на кладбище Спасо-Андрониевского монастыря.
Как отмечалось в некрологе: «Можно с полной уверенностью сказать, что давно уже у нас не было такого профессора, который бы за 30 лет деятельности успел написать и напечатать такую массу ценных, капитальных трудов…» Печатался он в «Русском вестнике», «Прибавлениях к творениям Св. отцов», «Богословском вестнике», «Душеполезном чтении», «Московских ведомостях» и др.
Был членом Общества любителей духовного просвещения, активным участником публичных богословских чтений в Москве. Среди его учеников — Н. Н. Глубоковский, А. А. Спасский, А. П. Доброклонский, И. Д. Андреев, А. И. Покровский, протоиерей А. В. Мартынов.

## Избранная библиография
Исследования А. П. Лебедева фактически делятся на три направления: 1) апологетическое; 2) критико-библиографическое; 3) церковно-историческое.
- Выводы материализма в вопросе о происхождении мира пред судом строго-научного естествознания. — М., 1872.
- Учение Дарвина о происхождении мира органического и человека. — М., 1873.
- Принципы материалистического мировоззрения новейшего времени. — 1873.
- Имели ли древние язычники ясное понятие о сотворении мира? (1873—1874)
- Философско-богословское и естественно-научное истолкование библейского догмата о сотворении мира (1874).
- Пантеизм XIX века. — 1875.
- Попытка Дарвина помирить свою теорию с религиозно-нравственным чувством христианина. (К характеристике англичан). М.: Унив. тип., ценз. 1878. — М.: Унив. тип., ценз. 1878. — 6 с.
- Вселенские соборы IV и V века: Обзор их догматической деятельности в связи с направлениями школ Александрийской и Антиохийской. — М.: тип. Л. Ф. Снегирева, 1879. — IV, 284 с. (4-е изд. — 2007)
- Очерки развития протестантской церковно-исторической науки в Германии с XVI по XIX вв. — 1881.
  - Из истории Вселенских соборов IV и V веков; Критические замечания по поводу сочинения протоиерея Иванцова: «Религиозные движения на Востоке в IV и V веках» (М., 1881) : Pendant к соч.: «Вселенские соборы IV и V веков» (М., 1879). — М.: тип. М. Н. Лаврова и К°, 1882. — 262 с.
- Очерки истории византийско-восточной церкви от конца XI-го до половины XV-го века. — М.: тип. Волчанинова, 1892. — 645 с.
- Несколько сведений и наблюдений касательно хода развития церков.-ист. науки у нас, в России: Вступительная лекция по истории церкви, прочитанная в императорском Московском университете, 11 октября 1895 года. —- Сергиев Посад: 2-я тип. Снегиревой, 1895. — 35 с.
- Успенский кафедральный собор в Ярославле. — Ярославль: Типо-литография губернской земской управы, 1896. — 73 с.
- Духовенство и народ и их взаимные отношения во II и III веках. — М.: типо-лит. И. Ефимова, 1899. — 36 с.
- Великая Церковь и Святая Гора: (Мысли и впечатления двух путешественников-иноверцев). — М.: Тип. Лисснера и Гешеля, 1902. — 24 с.
- Церковно-исторические повествования общедоступного содержания и изложения (из давних времён христианской церкви). — Изд. 2-е. — СПб.: Изд. книгопродавца И. Л. Тузова, 1903. — 344 с.
- Взаимоотношение епископа и диакона в глубокой древности. — М.: Типо-лит. Ефимова, 1903. — 23 с. — Отт. из: Моск. церков. ведомости. — 1903. — № 3—4.
- Братья господни: (1 Кор. 9,5. Гал. 1,19 : Обзор и разбор древ. и новых мнения по вопр.): Ист.-крит. исслед. — М.: Унив. тип., 1905. — 122 с.
- Великий и в малом : Московский митрополит Филарет. — Сергиев Посад: Свято-Троицкая Сергиева лавра, 1906. — 64 с. : портр.; 18. — (Троицкий цветок; № 49).
- Слепые вожди: Четыре момента в ист. жизни церкви. — М.: печ. А. И. Снегиревой, 1907. — 86 с.

В 1896 году Лебедев приступил к изданию собрания своих сочинений, запланировав 12 томов, из которых успело выйти только 10, а для первых томов успело выйти второе издание.
- Церковная историография в главных её представителях с IV века по XX. — 2-е изд., пересмотр. — СПб.: Тузов, 1903. — 610, IX с.
- Эпоха гонений на христиан и утверждение христианства в греко-римском мире при Константине Великом. — 1897. — 2-е изд. — V, 362 с.
- История Вселенских Соборов. Ч. 1: Вселенские Соборы IV и V веков: Обзор их догматической деятельности в связи с направлениями школ Александрийской и Антиохийской. — 2-е изд. — Сергиев Посад, 1896. — II, XVI, 323 с.
- История Вселенских Соборов. Ч. 2: Вселенские Соборы VI, VII и VIII веков. — 2-е изд. — 1897. — IV, 332 с. (экземпляр РГБ)
- История разделения Церквей в IX, X и XI веках: С подроб. указ. рус. лит., относящейся к этому предмету, с 1841 по 1900 гг. — 1900. — VIII, 415 с.
- Очерки внутренней истории Византийско-Восточной Церкви в IX, X и XI веках: От конца иконоборческих споров до начала крестовых походов 1096 г. — 2-е изд., доп. — 1902. — VI, 381 с.
- Исторические очерки состояния Византийско-Восточной Церкви от конца XI до половины XV века: (От начала крестовых походов до падения Константинополя в 1453 г.). — 2-е изд., пересмотр. — 1902. — IV, 489 с. (экземпляр РГБ)
- История Греко-Восточной Церкви под властию турок: (От падения Константинополя, в 1453 г., до настоящего времени). — 2-е изд. — СПб.: Тузов, 1903 (обл. 1904). — 872 с.
- Церковно-исторические повествования общедоступного содержания и изложения: (Из давних времен Христианской Церкви). — 1900.—VI, 340с.
- Духовенство Древней Вселенской Церкви. — 1905. — VI, 494с.

Предполагавшаяся к выходу в двенадцатом томе автобиография выходила частями в разных изданиях.

### Переиздания трудов
- Лебедев А. П. История Греко-Восточной церкви под властью турок: От падения Константинополя (в 1453 г.) до настоящего времени: В 2 кн.. — СПб.: Изд-во Олега Абышко, 2004. — 330, [1] с. + 376, [1] с. — (Библиотека христианской мысли. Исследования). — ISBN 5-89740-044-X; ISBN 5-89740-031-8.
- Лебедев А. П. История Греко-Восточной церкви под властью турок: От падения Константинополя (в 1453 г.) до настоящего времени. — 2-е изд., испр. — СПб.: Изд-во Олега Абышко, 2012. — 704 с. — (Библиотека христианской мысли. Исследования). — 1000 экз. — ISBN 5-89740-044-7.

## Награды
- орден Св. Анны 2-й ст. (1893)
- орден Св. Владимира 3-й ст. (1903)
- орден Св. Станислава 1-й ст. (1906)

## Рекомендуемая литература
- Лебедев Алексей Петрович: архивный фонд, 1860-е—1908. — 81 ед. хр.